# NGC 5039
NGC 5039 is een spiraalvormig sterrenstelsel in het sterrenbeeld Maagd. Het hemelobject werd in 1886 ontdekt door de Amerikaanse astronoom Francis Preserved Leavenworth.

## Synoniem
- PGC 46064